# 四犄旋鰓蟲
四犄旋鰓蟲（學名：Spirobranchus tetraceros）是龍介蟲科下一種細小及管狀的環節動物，是大旋鰓蟲的近親，常見於的熱帶海洋。在香港水域的珊瑚礁，特別是團塊狀珊瑚是牠們的棲息地，例如濱珊瑚、薔薇珊瑚和扁腦珊瑚。四犄旋鰓蟲的特式是其觸手冠呈扁平狀而非螺旋狀。